# Джон Бані
Джон Беннетт Бані (нар. 1 липня 1941) — політичний і релігійний діяч Вануату, президент країни з 24 березня 1999 до 24 березня 2004 року.
Бані є англіканським священиком з острова Пентекост. На політичній сцені з 1970-их років. Член Союзу поміркованих партій — консервативної франкомовної політичної партії.
Був обраний президентом країни колегією виборщиків Вануату 24 березня 1999 року, отримавши за свою кандидатуру 43 голоси.